# Skeleton na Zimních olympijských hrách 2002 – jednotlivkyně
Závod na skeletonu žen na Zimních olympijských hrách 2002 se konal 20. února v Utah Olympic Parku.

## Výsledky
| P,                          | Sportovec           | Stát                   | 1, jízda | 2, jízda | Celkem  | Ztráta |
| --------------------------- | ------------------- | ---------------------- | -------- | -------- | ------- | ------ |
| Zlatá olympijská medaile    | Tristan Galeová     | Spojené státy americké | 52,26    | 52,85    | 1:45,11 | –      |
| Stříbrná olympijská medaile | Lea Ann Parsleyová  | Spojené státy americké | 52,27    | 52,94    | 1:45,21 | +0,10  |
| Bronzová olympijská medaile | Alex Coomberová     | Velká Británie         | 52,48    | 52,89    | 1:45,37 | +0,26  |
| 4.                          | Diana Sartorová     | Německo                | 52,55    | 52,98    | 1:45,53 | +0,42  |
| 5.                          | Maya Pedersenová    | Švýcarsko              | 52,92    | 52,63    | 1:45,55 | +0,44  |
| 6.                          | Lindsay Alcocková   | Kanada                 | 52,62    | 53,07    | 1:45,69 | +0,58  |
| 7.                          | Jekatěrina Mironova | Rusko                  | 52,97    | 52,98    | 1:45,95 | +0,84  |
| 7.                          | Steffi Hanzliková   | Německo                | 52,82    | 53,13    | 1:45,95 | +0,84  |
| 9.                          | Dany Locatiová      | Itálie                 | 53,19    | 53,46    | 1:46,65 | +1,54  |
| 10.                         | Michelle Kelly      | Kanada                 | 53,76    | 53,56    | 1:47,32 | +2,21  |
| 11.                         | Liz Couchová        | Nový Zéland            | 53,62    | 54,18    | 1:47,80 | +2,69  |
| 12.                         | Eiko Nakayama       | Japonsko               | 54,00    | 54,72    | 1:48,72 | +3,61  |
| 13.                         | Cindy Ninosová      | Řecko                  | 54,54    | 54,74    | 1:49,28 | +4,17  |